# Brittany Nickolyn
Brittany Nickolyn (26 de agosto de 1988) es una deportista estadounidense que compitió en taekwondo. Ganó una medalla de oro en el Campeonato Panamericano de Taekwondo de 2004 en la categoría de –67 kg.

## Palmarés internacional
| Campeonato Panamericano | Campeonato Panamericano          | Campeonato Panamericano | Campeonato Panamericano |
| Año                     | Lugar                            | Medalla                 | Categoría               |
| ----------------------- | -------------------------------- | ----------------------- | ----------------------- |
| 2004                    | Santo Domingo ( Rep. Dominicana) | Medalla de oro          | –67 kg                  |